# Haliaeetus vocifer

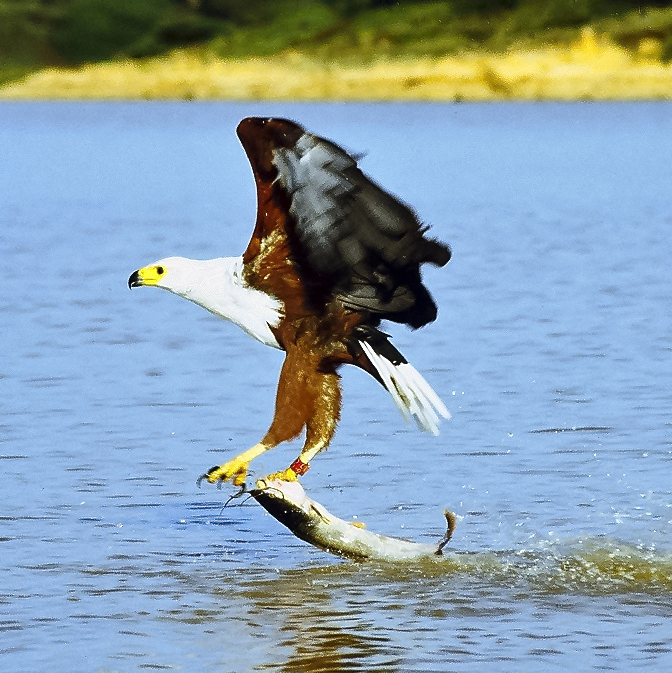
Pigargo vocinglero pescando.

El pigargo vocinglero (Haliaeetus vocifer) es una especie de ave accipitriforme de la familia Accipitridae ampliamente distribuida por los ríos y lagos del África subsahariana, que se alimenta básicamente de peces. No se conocen subespecies.

## Etimología
Haliaeetus, del latín "águila pescadora". vocifer, del latín vox, "voz", por su llamada, ya que es una rapaz bastante locuaz y ruidosa, incluso más que el resto de las especies de pigargos. 

## Descripción

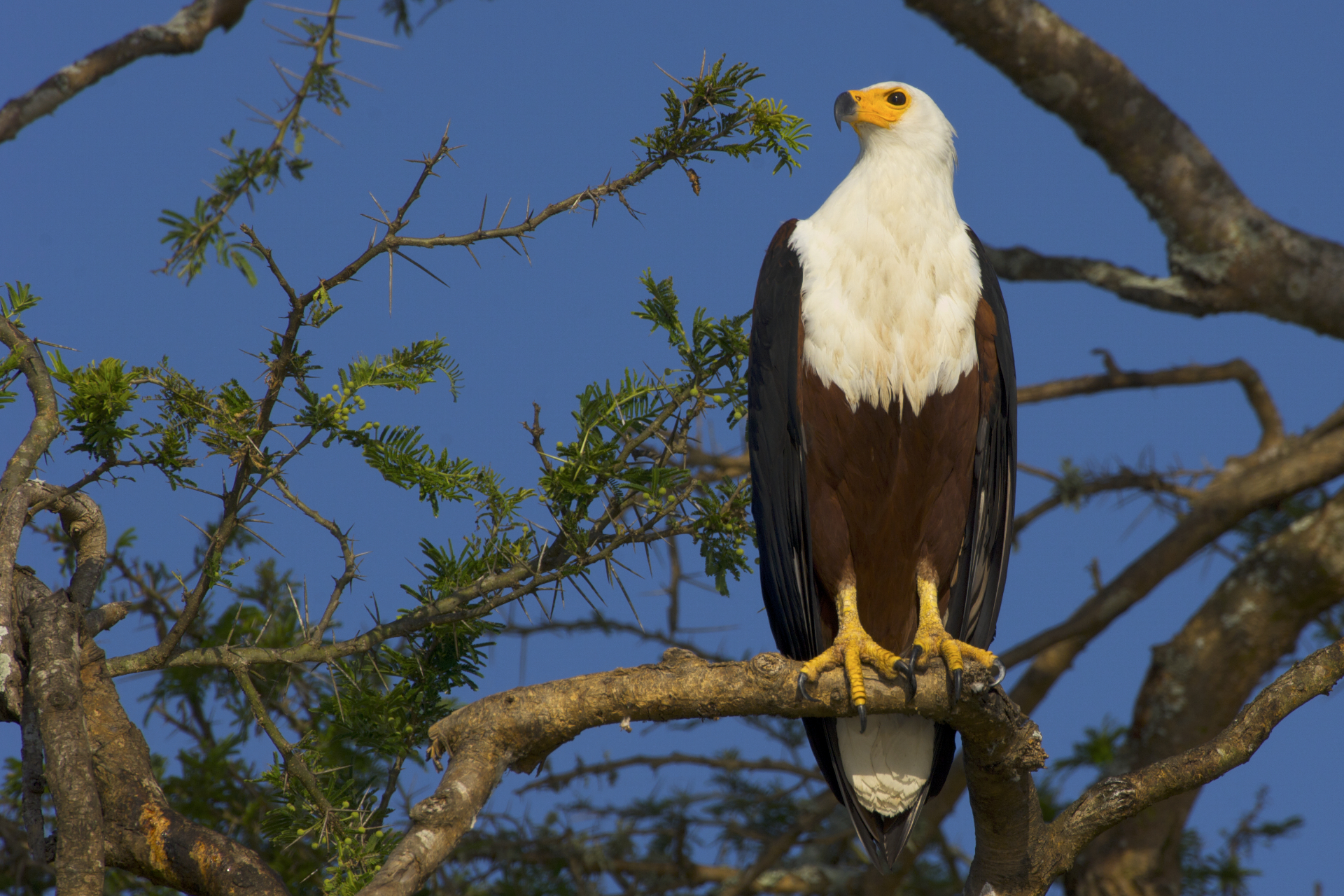
Pigargo Vocinglero en Lago Mburo, Uganda

El pigargo vocinglero es un ave de gran tamaño, presenta un marcado dimorfismo sexual que se manifiesta en que las hembras son mucho más grandes que los machos. Los machos habitualmente tienen una envergadura de alas de alrededor de 2 metros, mientras que las de las hembras miden 2,4 metros. Son muy distintivos en apariencia, tienen la mayor parte de su cuerpo cubierto de plumas color café, y poderosas alas negras. La cabeza, pecho y cola del pigargo vocinglero es de color blanco nieve y su pico con forma de gancho es amarillo con la punta negra.

## Hábitat
Esta especie vive cerca de lagos de agua dulce, embalses o ríos, aunque pueden ser encontrados cerca de la costa y en desembocaduras de ríos. El pigargo vocinglero es propio de África, presente en todo el continente, excepto al norte del desierto del Sahara.

## Reproducción

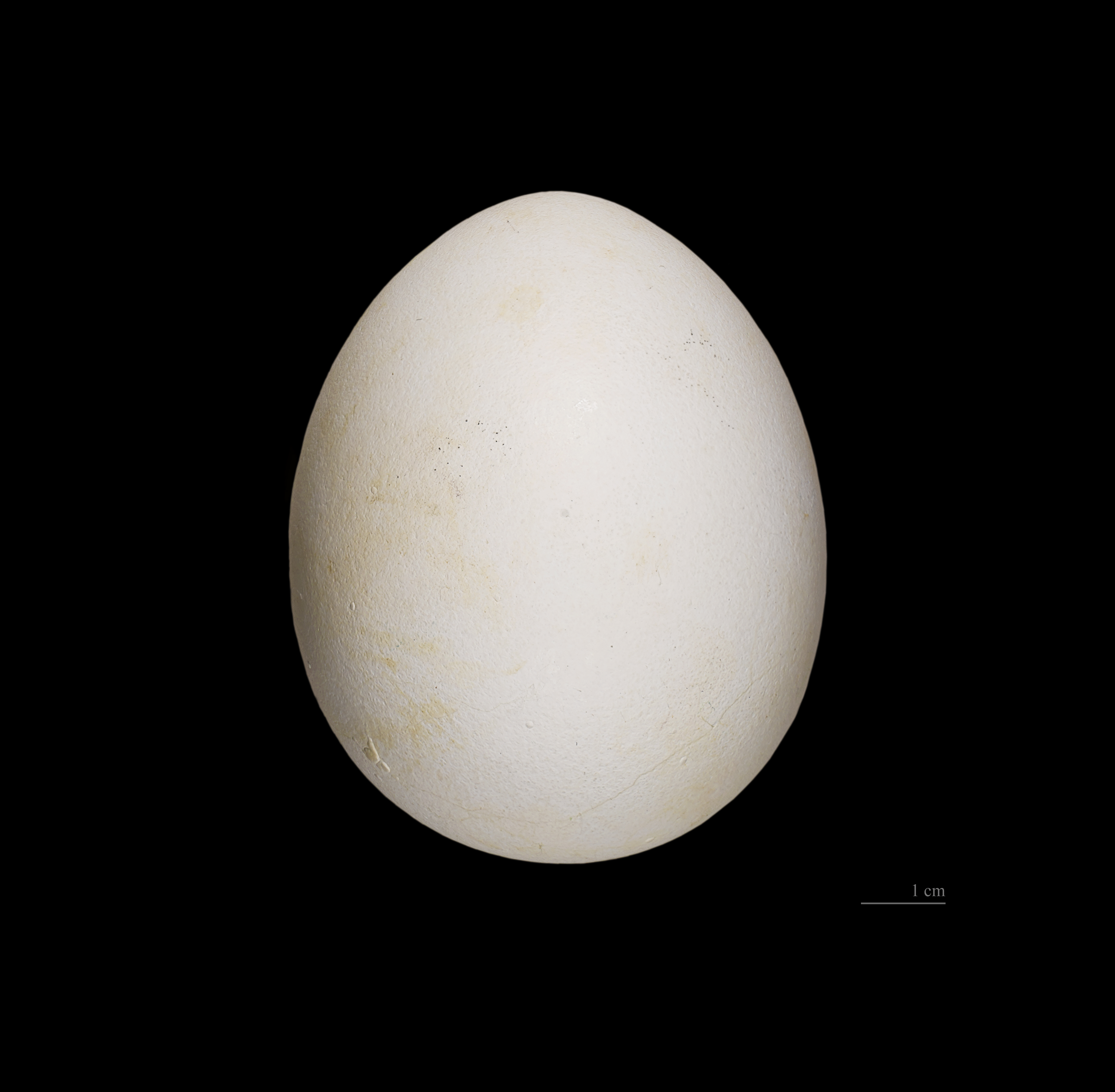
Huevo de Haliaeetus vocifer

La temporada de cría tiene lugar durante la estación seca, cuando el nivel de agua es muy bajo. Es monógamo, y las parejas suelen mantener dos o más nidos, que frecuentemente reutilizan. Debido a que los nidos se reutilizan a través de los años, pueden alcanzar tamaños enormes, llegando a los dos metros de diámetro y 1,2 m de profundidad. Los nidos son construidos en árboles de gran tamaño y constituidos principalmente de varas y otras piezas de madera.
La hembra pone de uno a tres huevos blancos con algunas pintas rojizas. La incubación es, en su mayoría, realizada por la hembra, pero el macho también puede ayudar cuando la hembra sale a cazar. Las crías tardan entre 42 y 45 días en eclosionar y salir del cascarón. Los huevos que tardan más en eclosionar normalmente son descartados por sus propios hermanos. En 8 semanas la cría es capaz de alimentarse por sí sola y ocasionalmente puede aventurarse a salir del nido en las dos semanas siguientes.

## Dieta
El pigargo vocinglero se alimenta principalmente de peces, que caza al acecho, esperando a cierta altura sobre ramas de árboles y postes. Y caza tirándose en picado contra el agua y pesca sumergiendo sus garras bajo la superficie. Después de pescar, vuelve a la percha a comer. Puede pescar peces de hasta 1,8 kilos. Se alimenta también de pequeñas aves, tortugas, crías de cocodrilo y carroña.